# Skaryszew
Skaryszew là một thị trấn thuộc huyện Radomski, tỉnh Mazowieckie ở trung-đông Ba Lan. Thị trấn có diện tích 27 km². Đến ngày 1 tháng 1 năm 2011, dân số của thị trấn là 4219 người và mật độ 153 người/km².